# Özalp Babaoğlu

Ozalp Babaoglu

Özalp Babaoğlu (Ankara, 10 agosto 1955) è un informatico turco.

## Biografia
Babaoğlu è professore ordinario di informatica presso l'Università di Bologna dal 1988. Ha ricevuto un dottorato nel 1981 presso l'Università della California di Berkeley, dove fu uno dei progettisti principali del sistema operativo BSD. Ha ricevuto il Sakrison Memorial Award nel 1982, lo UNIX International Recognition Award nel 1989 e lo USENIX Association Lifetime Achievement Award nel 1993 per il suo contributo alla comunità del sistema Unix e all'Open Industry Standards.
Prima di spostarsi a Bologna nel 1988, Babaoğlu è stato professore associato nel dipartimento di informatica della Cornell University. È attivo in diversi progetti di ricerca europei sul calcolo distribuito e sui sistemi complessi adattivi. Babaoğlu è un Fellow dell'ACM,  collaborato alla redazione di ACM Transactions on Computer Systems, ACM Transactions on Autonomous and Adaptive Systems e Springer-Verlag Distributed Computing.

## BSD Unix
Durante il perseguimento del suo dottorato all'Università di Berkeley, Babaoğlu fu tra i principali progettisti di BSD Unix, conosciuto anche come BSD, da cui derivano molte moderne versioni di Unix, incluse FreeBSD, NetBSD, e OpenBSD. La versione di Berkeley di Unix divenne lo standard nella didattica e nella ricerca, ottenendo supporto per lo sviluppo da DARPA, e fu celebre per aver introdotto la memoria virtuale e protocolli TCP/IP. 
BSD fu ampiamente diffuso sotto forma di codice sorgente in modo tale che altri potessero imparare da esso e migliorarlo; questo stile di distribuzione del software ha condotto all'odierno movimento open source, di cui BSD è riconosciuto essere uno dei primissimi esempi. Assieme a Bill Joy, il cofondatore di Sun Microsystems, ha implementato il sistema di memoria virtuale in BSD Unix.